# M12 155mm自走加農砲
M12 155mm自走加農砲（M12 155ミリ じそうかのんほう、155mm GMC(Gun Motor Carriage) M12）はアメリカ陸軍が第二次世界大戦中に開発した自走砲である。
公式な愛称はないが、アメリカ軍の兵士にはフランス戦線において“キングコング（King Kong）”の愛称で呼ばれている。

## 概要
M12はアメリカ陸軍により機甲部隊に随伴し、重砲によって迅速かつ緊密に支援を行うための車両として開発された。装甲車両に大口径の野戦砲を搭載することによって重砲部隊を自走化した機甲砲兵車両としては最も初期に開発されたものの一つであるが、開発後直ちには実戦投入されず、アメリカ軍内の先見性と保守性が混在した状況を示すものとなっている。
完成当初は訓練用および予備兵器とされて保管されていたが、1944年のフランス戦より実戦に投入され、本格的自走砲開発・配備までの暫定的車両とされながらも予想外の活躍を示した。これにより本車はアメリカ軍に「大口径自走砲」という兵器の価値を再認識させた他、その後のアメリカ製大型自走砲の原型的車両ともなった。
第二次世界大戦を通じて使用されたが、1945年には後継のM40 GMCが完成し、戦後は早期に置き換えが進められて全車が退役している。

## 開発の背景
アメリカ陸軍では、第1次世界大戦の経験から火砲、特に大型の重砲については馬による牽引と人力による展開には限界があると分析され、他国に先駆けて大型火砲の動力化（自走化）が構想されていた。
しかし、同じく第1次世界大戦の経験から機動戦を重視する機甲部隊においては、その装備車両は騎兵的な快速車両が求められたため、自走化されるとはいえ重砲を機甲部隊に追随させることには懐疑的であった。これには、戦間期の限られた予算では費用のかかる自走化車両を増やすことは主力である戦車の開発への予算を減少させるため好ましくない、という判断もあったとされる。また、実際に運用する砲兵部隊自身が、高価な自走砲兵車両は限られた予算の枠内では装備できる火砲の総数を減少させる、として導入には消極的であった。
それでも、陸軍の方針としては近代化と機械化を進めることは重要である、とされたため、自走砲の開発計画自体は進行された。開発にあたり主砲は6インチ（約15cm）クラスの重砲と定められ、榴弾砲とカノン砲のうちいずれを搭載するかが検討された。最終的には直射にも用いることを考慮してカノン砲に決定し、大口径カノン砲を搭載した自走砲兵車両の開発計画が本格的に始められた。開発期間の短縮と予算の節約のために搭載砲は既存の砲を流用する方針とされ、車体は開発中の暫定的新型戦車（後のM3中戦車）と共通とすることも定められた。

## 開発・運用
開発作業は1941年6月からロックアイランド工廠にて始められた。翌年1942年2月には試作車が完成、T6の仮正式名称が与えられた。試験結果はまずまずのものではあったが、前述のような理由から機甲部隊は採用には消極的な姿勢を示し、結局、他部局に要求される形で採用を決定した。T6は細部を改修した後、1942年8月、M12 GMCの名称で制式採用され、プレスド・スチール・カー社(Pressed Steel Car Company)(英語版)によって1942年に60両、1943年に40輌の計100両が製造された。
こうして自走カノン砲としては他国に先駆けて開発されたM12であったが、配備先となる機甲部隊からは大口径自走砲に対する要求は低く、アメリカが参戦し欧州方面への陸上兵力の派遣を決定した段階では、本車は訓練車輌として用いられるか、もしくは倉庫で保管されていた。
連合軍の大陸反攻を前に、1944年2月から74輌のM12自走砲がボールドウィン・ロコモティブ・ワークス(Baldwin Locomotive Works)においてオーバーホールと作戦運用準備のための改装を受け、この際に砲防盾の装着と配備当初に問題とされたエンジンの修正と排気管の問題（排気炎が激しく、兵員室部分に吹き付けてくることがあった）の修正が行われている。
M12は採用から2年を経た1944年に初めて実戦投入され、ノルマンディ上陸作戦の直後から実戦に参加し、機甲部隊関係者の予想に反し活躍した。間接射撃を主として設計されていたものの、強固な防御施設の攻撃のさなかにはしばしば直接射撃任務に投入された。1944年6月下旬から7月上旬にかけて行われた「サン＝ロー攻防戦」に於いてはドイツ兵の立て篭もる陣地や建造物に直接射撃を加え、その大威力から兵士たちには“キングコング”の名で呼ばれた。

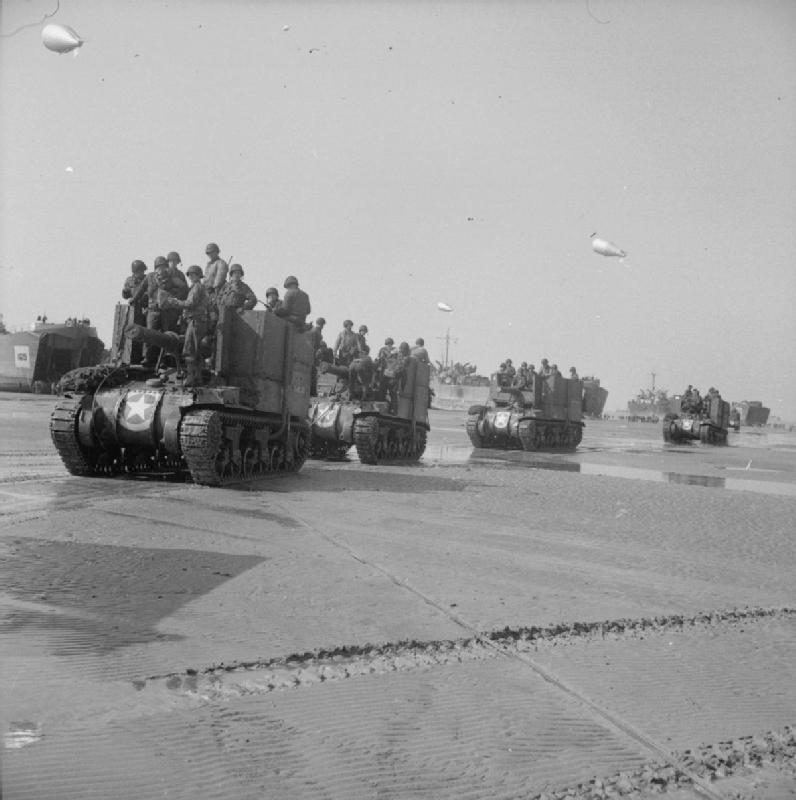
1944年6月7日、ノルマンディー海岸に上陸するM12部隊 戦闘室の周囲には波除のための覆いが立てられており、車体側面の2番懸架装置の後方からは延長された給排気管が伸びている。
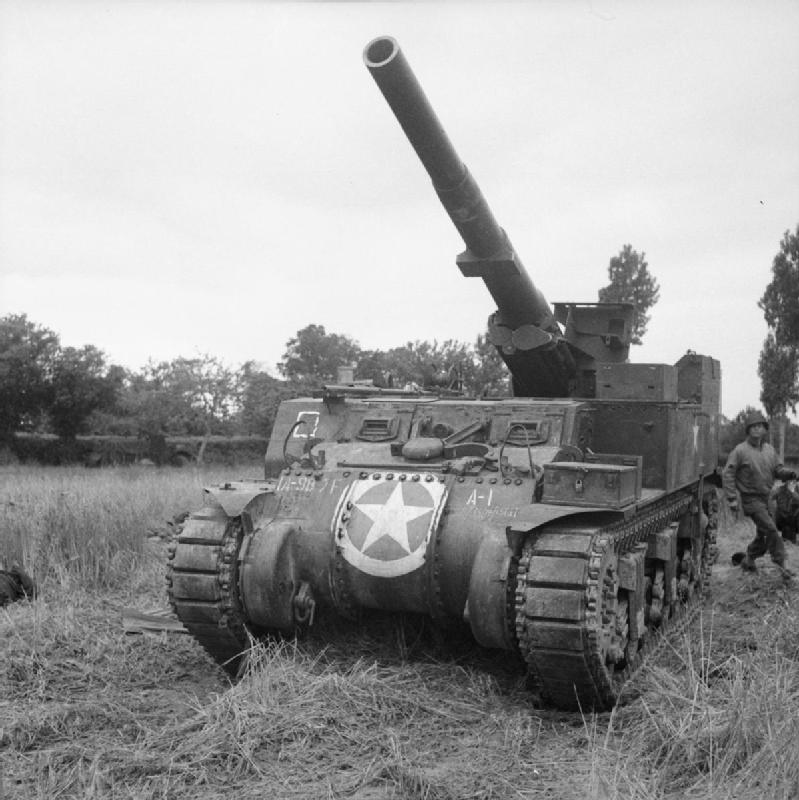
ノルマンディー戦における第987野戦砲兵大隊所属のM12。砲に防盾が装備されている。 （1944年7月10日、バイユー近郊での撮影）
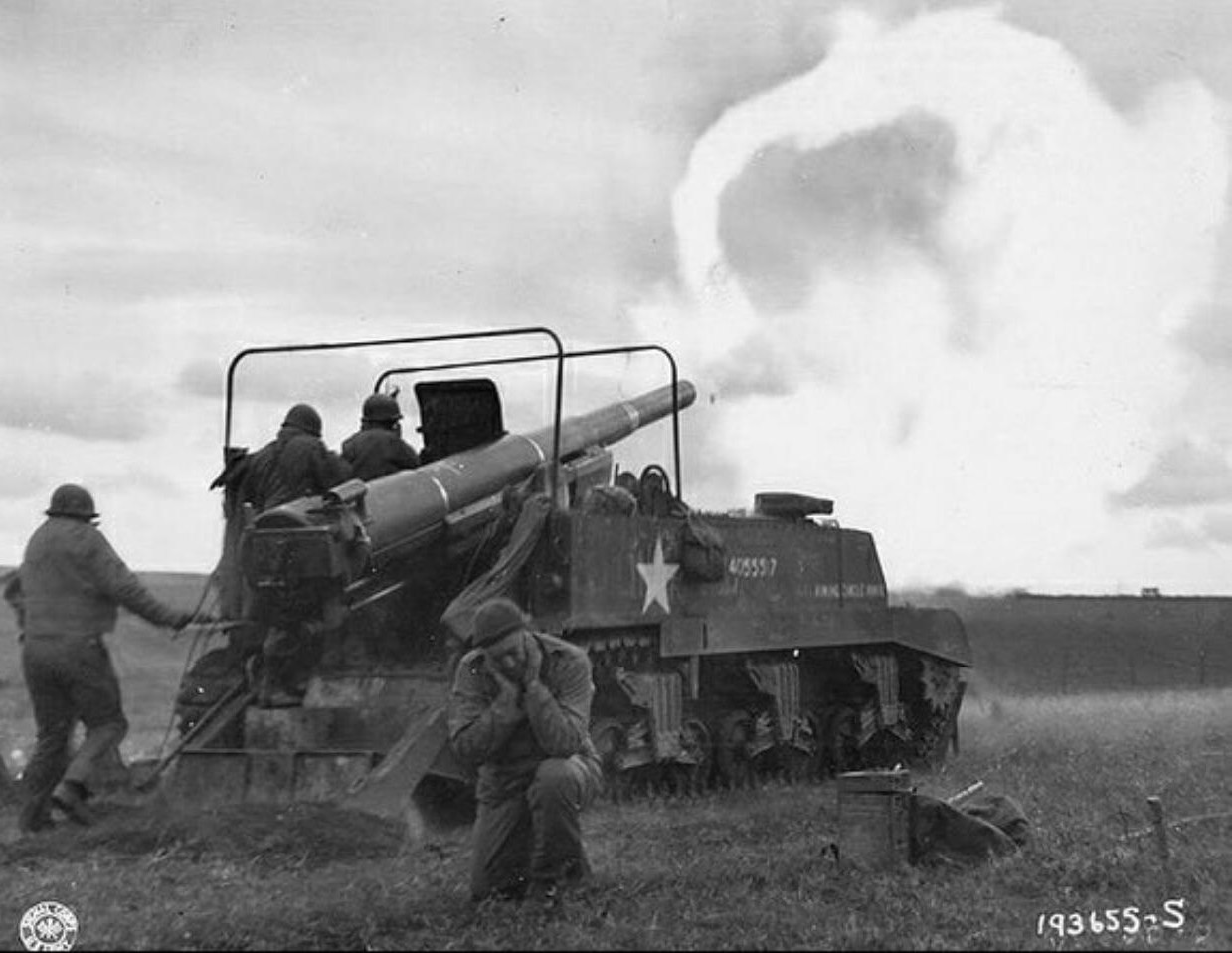
フランスのロレーヌ地方でモーゼル川を越えて砲撃するM12自走砲 1944年の撮影

本車は1944年から1945年の終戦までの各作戦を通じ、成功裡に運用された。旧式の砲を転用して開発された暫定的兵器としては非常に成功した存在であったが、開発時はともかく実戦投入時には搭載砲・車体共に旧式であることは否めず、暫定開発ゆえの不十分な点も多かった。数的にはアメリカ軍の主力自走砲は同じくM3中戦車（初期型以降はM4中戦車に変更）にM2 105mm榴弾砲を搭載したM7自走砲であり、M12は非常に有用とされながらもその投入局面は限定されていた。生産も当初生産分の100両のみで追加の生産は行われず、後継のM40 155mm自走砲(155mm GMC M40)が完成し配備された後は早々と姿を消した。
なお、M12はアメリカ軍以外では用いられておらず、戦中、戦後共に諸外国への供与もされていない、アメリカの第二次世界大戦実用兵器としては珍しい存在である。

## 構造
M12はM3中戦車の車体部を用い、新規に開発された車体上部に余剰の旧式カノン砲を搭載したものである。いくつかの文献ではM12自走砲の後期型はM4中戦車の車体から作られたと主張しているが、これはM12がM4初期型と同型の垂直渦巻サスペンション（VVSS）式懸架装置と駆動／誘導輪を使用したことからの混同と推測される。

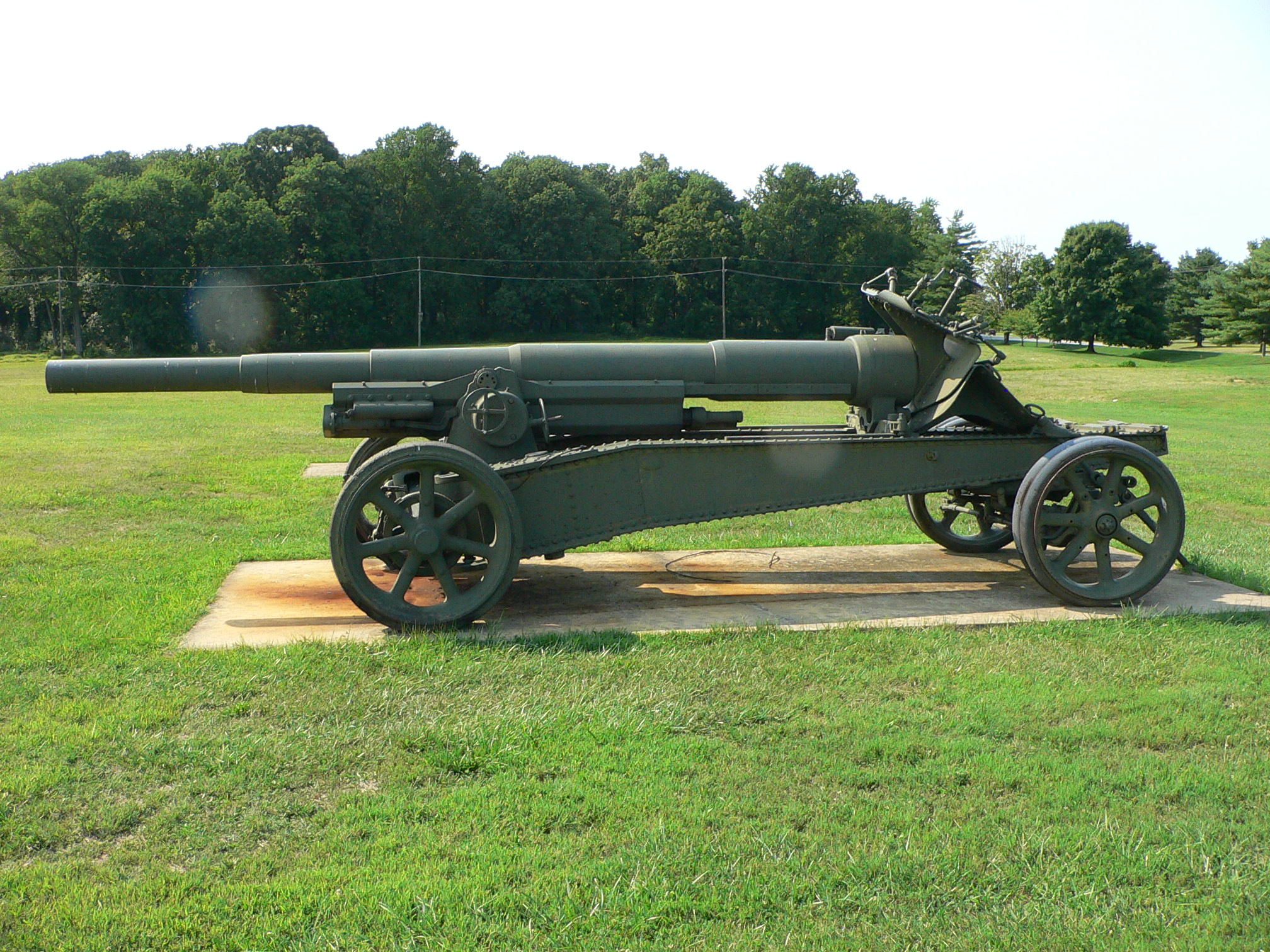
搭載砲の原型である　155mm GPF

搭載砲には配備が進む新型カノン砲に更新される予定で前線部隊から引き揚げる計画が進められていた、M1917、M1917A1、M1918M1　38.2口径155mmカノン砲が選定された。これら3種は第一次世界大戦の古典的なフランス製火砲であるGPF 155mmカノン砲から派生し、ほぼ同一構造であった。

主砲はM4砲架を介して搭載され、指向範囲は左右各15度、俯仰角は－3～＋30度であった。分離装薬式の弾薬を用い、最大射程は20,100ヤード（18,379m）、最大発射速度は毎分4発、持続可能発射速度は毎分2ないし1.5発であった（ただし、後述のように自走砲車本体には10発分の弾頭と装薬しか積載されない）。

生産当初は装備されていないが、小型の防盾が砲左側に後付で備えられており、車体前面上部には走行時に砲身を固定するための折畳式固定架（トラベリング・ロック）が装備されている。
機関室は原型のM3中戦車の車体後部より車体中央部へと移されており、操縦手席はM3よりもやや後方に、中央部の変速装置上からM4中戦車と同様に左右に乗員（車体左側に操縦手、右側に操縦助手（本車においては車長）が着席する方式とされた。操縦区画は車内にあって装甲化され、左右それぞれに前方と側面、および天面に開閉式のバイザーブロックとハッチを備えた（側面ハッチは左側の操縦手席のみ）密閉区画とされていたが、主砲の配置された車体後部の砲兵員区画は装甲板に囲まれてはいるがその高さは低く、天面は開放された露天式であった。車体後面にはブルドーザーのブレードに似た駐鋤（ちゅうじょ、英語ではSpade）が装備されており、これは射撃時に展開して地面に設地させ、砲の反動の吸収に用いるものである。駐鋤は車体上部右側に装備された小型のウィンチにより上下させることができ、支持架は収納時には砲員の着席場所となり、展開時には戦闘室へのステップとなる構成であった。
M12の、車輌後方の開放部分に据えられた大型砲、および駐鋤という配置方式は、重量級の自走砲の定型として本車の後に開発された自走砲に広く踏襲された。

## 派生型
M12は搭載する155mm砲にM1917、M1917A1、M1918M1の3種類があるが、これらは基本的に同一のものであり、砲の形式番号の差異による形式区分はされていない。また、生産された後、1944年のヨーロッパ戦線への投入の際に砲防盾を追加するなどの改修が行われているが、型式番号面での区別はされていない。
各種火砲の自走化を構想した陸軍兵器局により、主砲を155mmカノン砲に替えて90mm高射砲や10インチ(254mm)迫撃砲とする砲換装型が構想されたが、いずれも構想・検討の域を出たものではなく、正式な設計案や試作車は存在していない。唯一制式化されたのは次に述べる弾薬運搬車型のみである。

### M30 弾薬運搬車

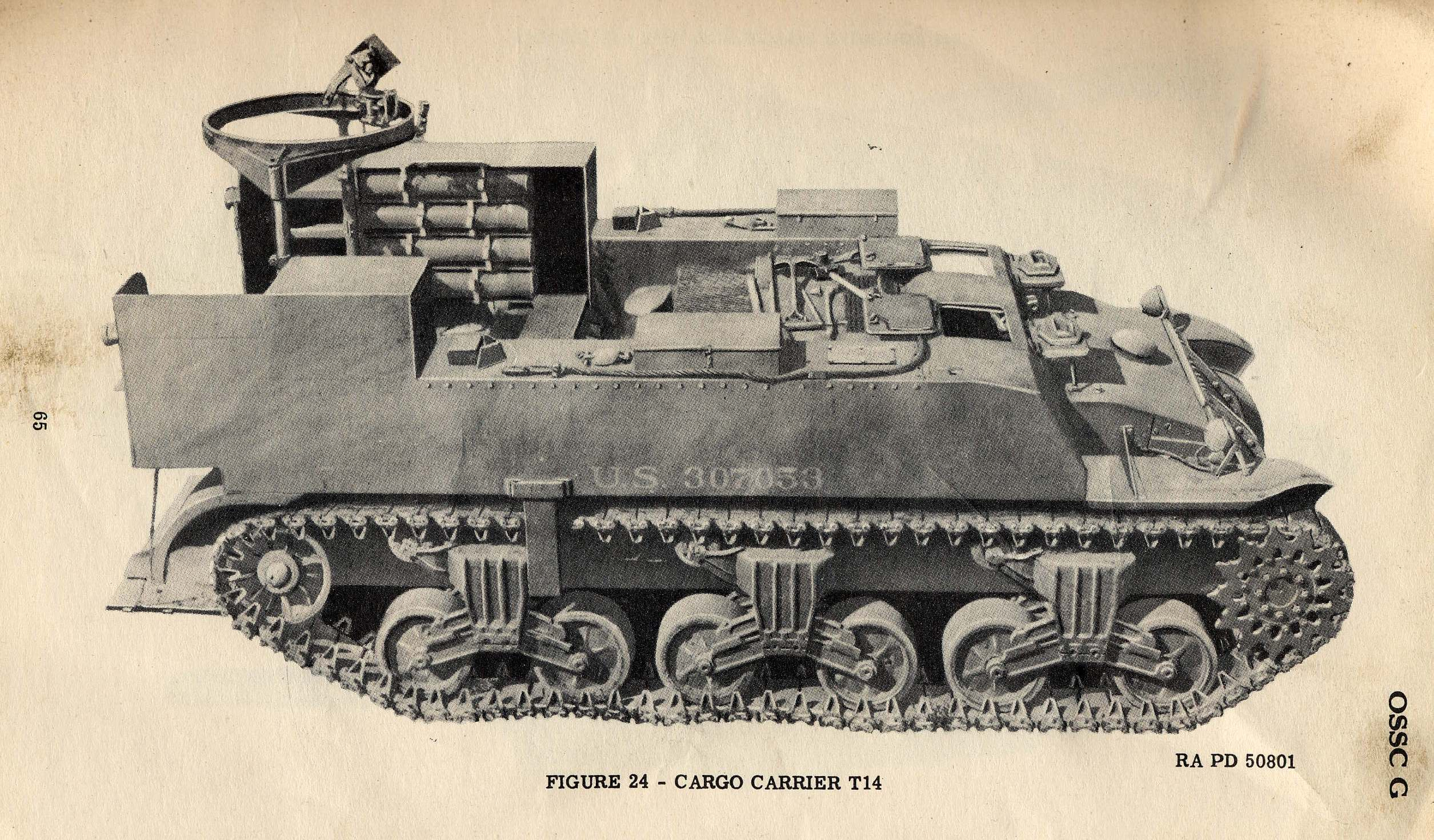
M30の試作型、T14
（U.S. Army　ORD3 SNL G1.1943）

M12に搭載できる弾薬は10発の砲弾と装薬のみであり、また車体の限界一杯に近い砲を搭載したために砲員の全てを乗車させることが不可能であった。そのため、継続的な射撃のために乗車しきれない砲員と予備の弾薬を輸送するための車両が開発され、T14の名称で仮制式となった後、M30弾薬運搬車（M30 CC(Cargo Carrier）として制式化された。
車体構成はM12と同様のものであるが、砲と駐鋤を装備せず、M12に乗車しきれない砲員のための座席と予備弾薬用ラックが増設されていた。車体後面は下方に大きく開く構造となっており、開状態では作業用のプラットホームとして使用する設計となっていた。155mm砲の弾薬40発を搭載する他、自衛用に車体後部にM2重機関銃用のリングマウントを装備した。
M30はM12に合わせて100両が生産され、M12 1両につきM30 1両のペアで運用されることが基本とされた。1944年2月よりはM12の本格的な部隊運用の再開に併せ、74輌がM12と同じくボールドウィン・ロコモティブ・ワークス(Baldwin Locomotive Works)においてオーバーホールと作戦運用準備のための改装を受け、エンジンのと排気管の修正が行われている。改修されたM30は、M12と共に第二次世界大戦を通じて使用された。
第二次世界大戦後M12は後継のM40自走砲に代換され急速に退役したが、M40自走砲と同じ車体を用いた弾薬車であるT30が試作のみで量産されなかったため、M30の一部車両は弾薬ラックを改修してM40の随伴弾薬車として用いられた。その他にも少数が弾薬ラックを撤去し、M4中戦車とその派生型を装備した部隊において支援車両として戦後しばらく使用された。

## 現存車輌

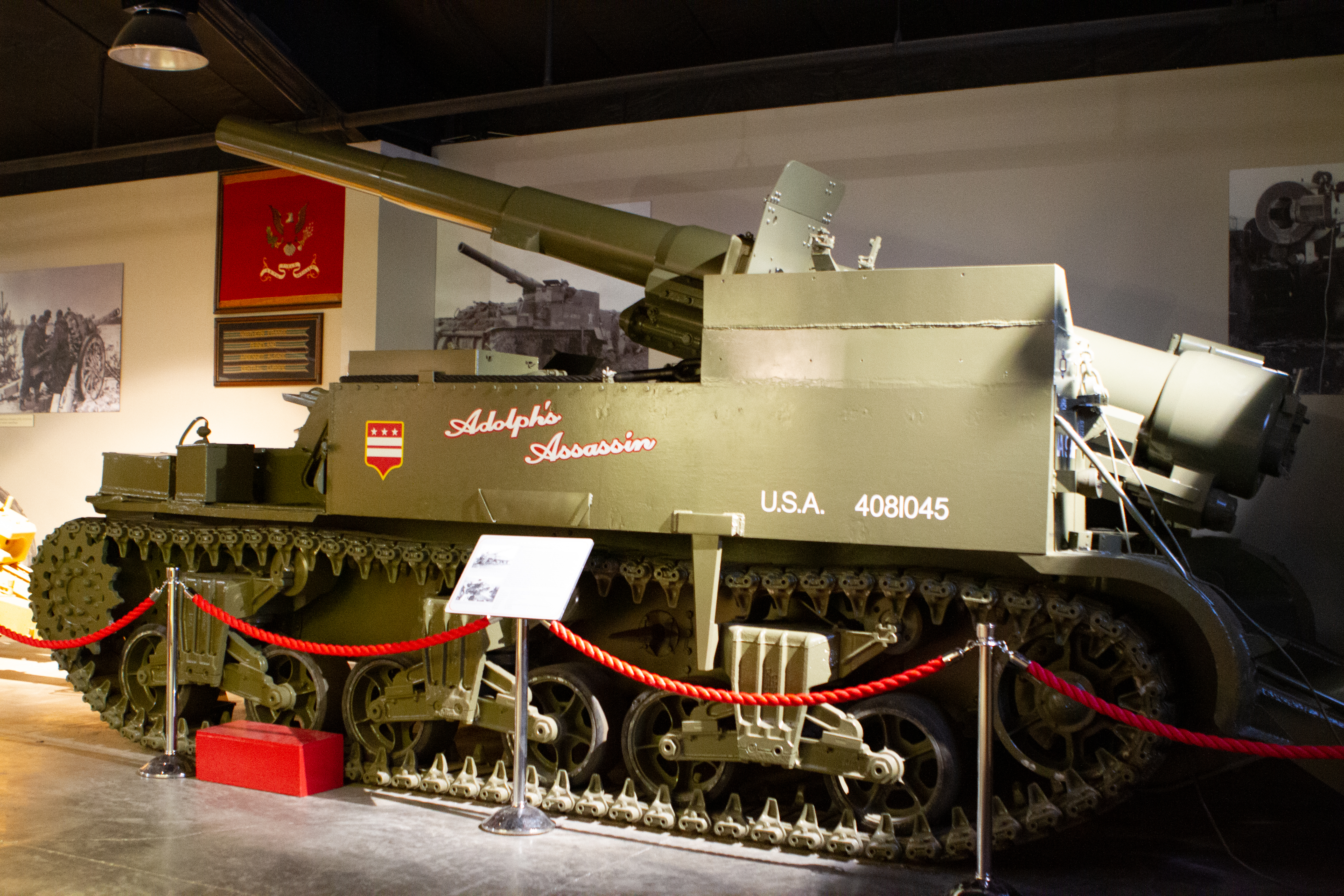
アメリカ陸軍野戦砲兵博物館に展示されているM12
（2018年12月11日の撮影）

オクラホマ州ロートンにあるフォート・シル(英語版)のアメリカ陸軍野戦砲兵博物館(U.S. Army Field Artillery Museum)では唯一現存しているM12自走砲が展示されている。
2010年11月にフォート・シルへ移送されるまで、本車はアメリカのメリーランド州アバディーンに所在するアメリカ陸軍兵器博物館に収蔵されていた。

## 登場作品

### ゲーム
『World of Tanks』
アメリカ自走砲M12として開発可能。
『コール オブ デューティ ファイネストアワー』
アメリカ軍の自走砲として登場し、高所に陣取ったドイツ軍部隊を砲撃する。